# Шлагер (радиостанция)
Шлагер е българска радиостанция.
Радиото стартира през януари 2000 г. Излъчва на честота 90.5 MHz в Русе, Гюргево и части от Русенска, Разградска и Силистренска области. Радиото излъчва шлагери от 1960-те, 70-те, 80-те и 90-те години, поздравителни концерти, регионални новини и международни новини на Дойче веле, преведени на български. Форматът на радиото е adult contemporary (AC), с целева аудитория слушатели от над 25 години. Собственост е на ДЕЛТА ООД.
С течение на годините програмата на радиото претърпява много промени. Сега, освен на популярна музика, радиото залага и на полезна информация, любопитни факти и новини. В настоящата програмна схема са включени три самостоятелно обособени предавания в различните часови пояси – сутрешен, следобеден и вечерен блок. Ежедневно слушателят е провокиран от телефонни игри, предлагащи награди.